# Netolice
Netolice (německy Nettolitz, Netolitz) jsou jedno z nejstarších jihočeských měst v okrese Prachatice v Jihočeském kraji. Leží asi 25 kilometrů severozápadně od Českých Budějovic. Žije zde přibližně 2 500 obyvatel. Historické jádro města je městskou památkovou zónou. K obci náleží osada Petrův Dvůr.

## Historie

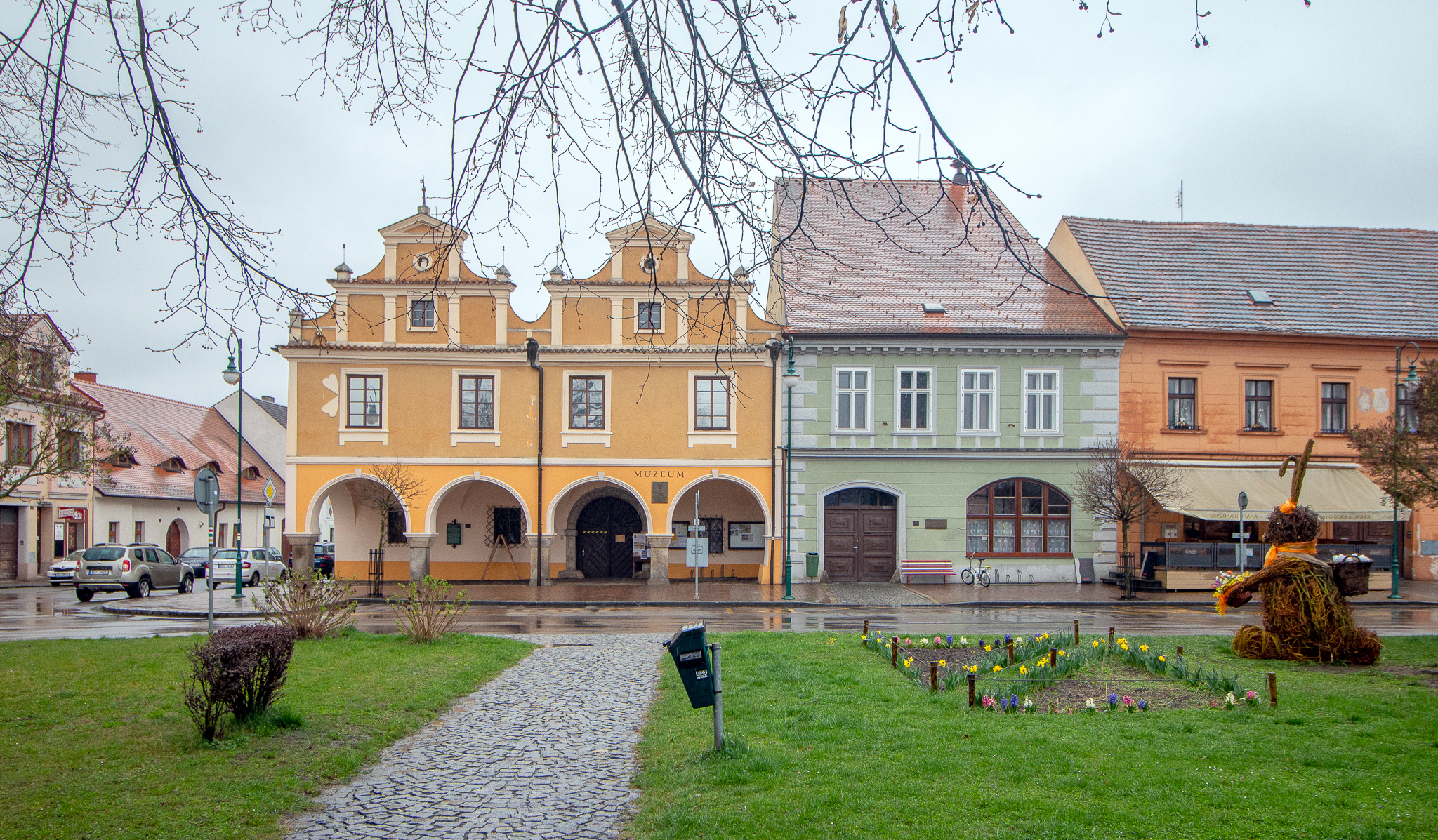
Jižní část Mírového náměstí s Rožmberským domem (Muzeum Otakara Kudrny

Zvlněná oblast Netolicka byla osídlena již v době bronzové, význam měla i v době keltského osídlení. Velmi brzy jsou Netolice jsou zmiňovány i v písemných pramenech, jako pomezní hrad Slavníkovců je uvádí Kosmova kronika česká s datací k roku 981. Po vyvraždění Slavníkovců se okolí Netolic zmocnili Přemyslovci, kteří zde vybudovali správní hrad, jehož součástí byl i kostel sv. Jana Křtitele zrušený v roce 1788. Existence hradu je doložena do 15. století, v podhradí vznikla trhová vesnice související s průchodem obchodní cesty z Horních Rakous do Prahy. Vesnice byla soustředěna kolem kostela svatého Václava postaveného počátkem 13. století. V roce 1263 přešly Netolice s okolními vesnicemi do majetku nově založeného kláštera ve Zlaté Koruně, krátce nato byl postaven další kostel Nanebevzetí Panny Marie. Za nejasných poměrů po smrti Přemysla Otakara II. změnily Netolice majitele, ale v roce 1284 potvrdil Václav II. Netolice jako vlastnictví zlatokorunského kláštera. V královské listině Václava II. je Netolicím poprvé přiznán statut městečka (civitatis Notalicz), téhož roku je v Netolicích doložen první rychtář dosazený opatem ze Zlaté Koruny. V roce 1338 vznikl v Netolicích první cech (pekařský) a k roku 1362 je písemně doloženo složení městské rady. 

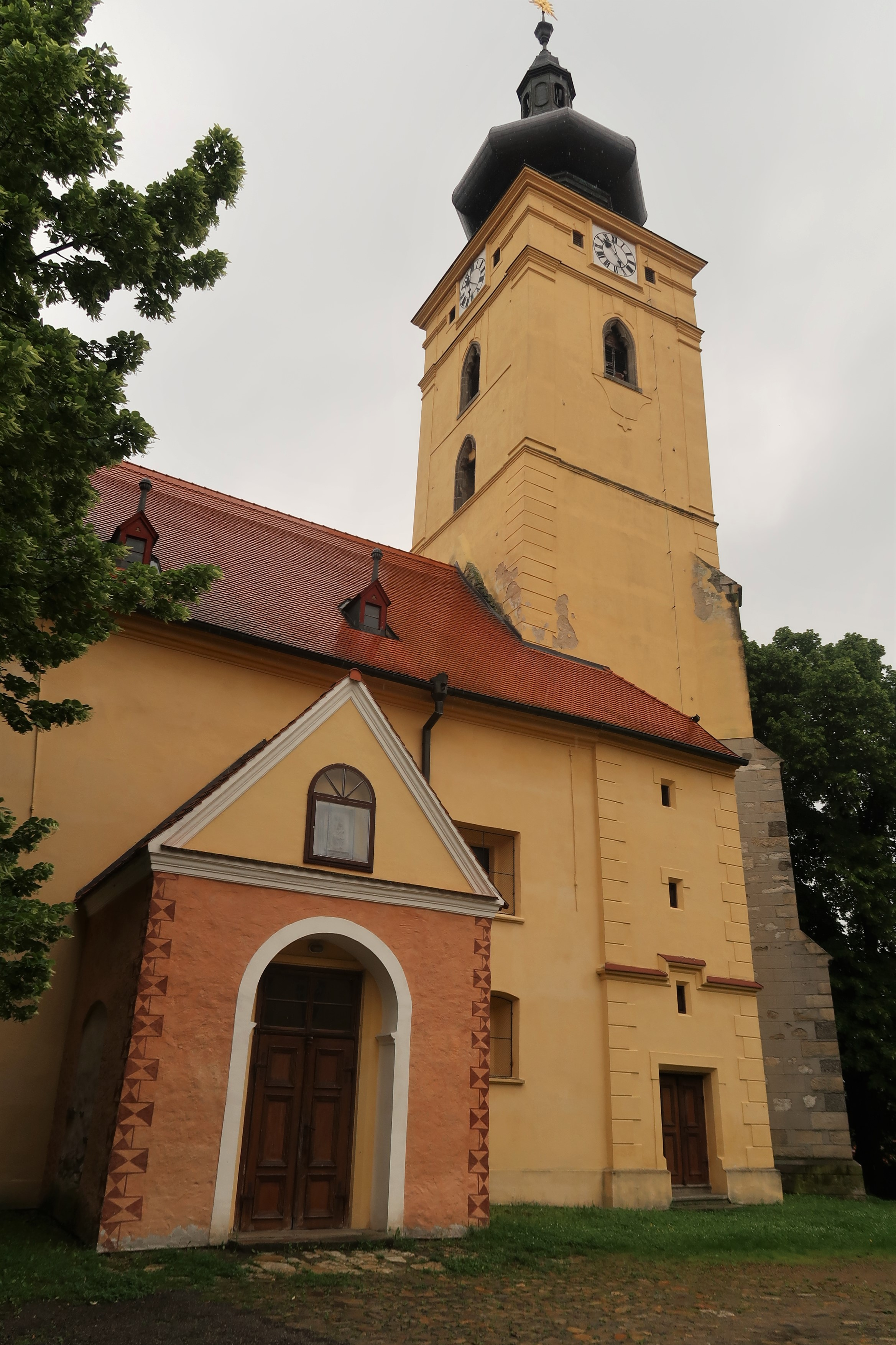
Kostel Nanebevzetí Panny Marie

Ve vyhrocené době husitských válek se majetku zlatokorunského kláštera zmocnil Oldřich z Rožmberka, který Netolice získal v roce 1420 do zástavy od císaře Zikmunda. Nevyjasněné majetkoprávní vztahy mezi Rožmberky a zlatokorunským klášterem provázely vlastnictví Netolic bezmála jedno století. Nezávisle na tom se ale samotné Netolice rozvíjely, v polovině 15. století zde začalo prosperovat rybníkářství, k němuž byly v regionu příhodné geografické podmínky. Do dědičného vlastnictví Rožmberků přešly Netolice definitivně až v roce 1513 listinou Vladislava Jagellonského. Za vlády Rožmberků vzniklo v Netolicích během 16. století několik dalších cechů (sladovníci 1518, tkalci 1552, truhláři 1555, kožešníci 1560), Petr Vok z Rožmberka obnovil v roce 1596 Netolicím právo vařit pivo a dodávat je do okolních vesnic. K roku 1559 se připomínají první názvy netolických ulic, z nichž některé se dochovaly dodnes. V rámci obrovského rožmberského dominia získaly Netolice význam také díky loveckému zámku Kratochvíle, který byl postaven v těsném sousedství města a Vilém z Rožmberka zde trávil čas na honech. Vilémův bratr a dědic Petr Vok z Rožmberka zde pobýval naposledy v roce 1600 a krátce nato kvůli značnému zadlužení Netolice (spolu s Českým Krumlovem) prodal císaři Rudolfovi II. Následkem vpádu generála Dampierra v roce 1619 vyhořelo celé město kromě kostela a školy, které stály mimo souvislou městskou zástavbu, obyvatelstvo bylo povražděno.

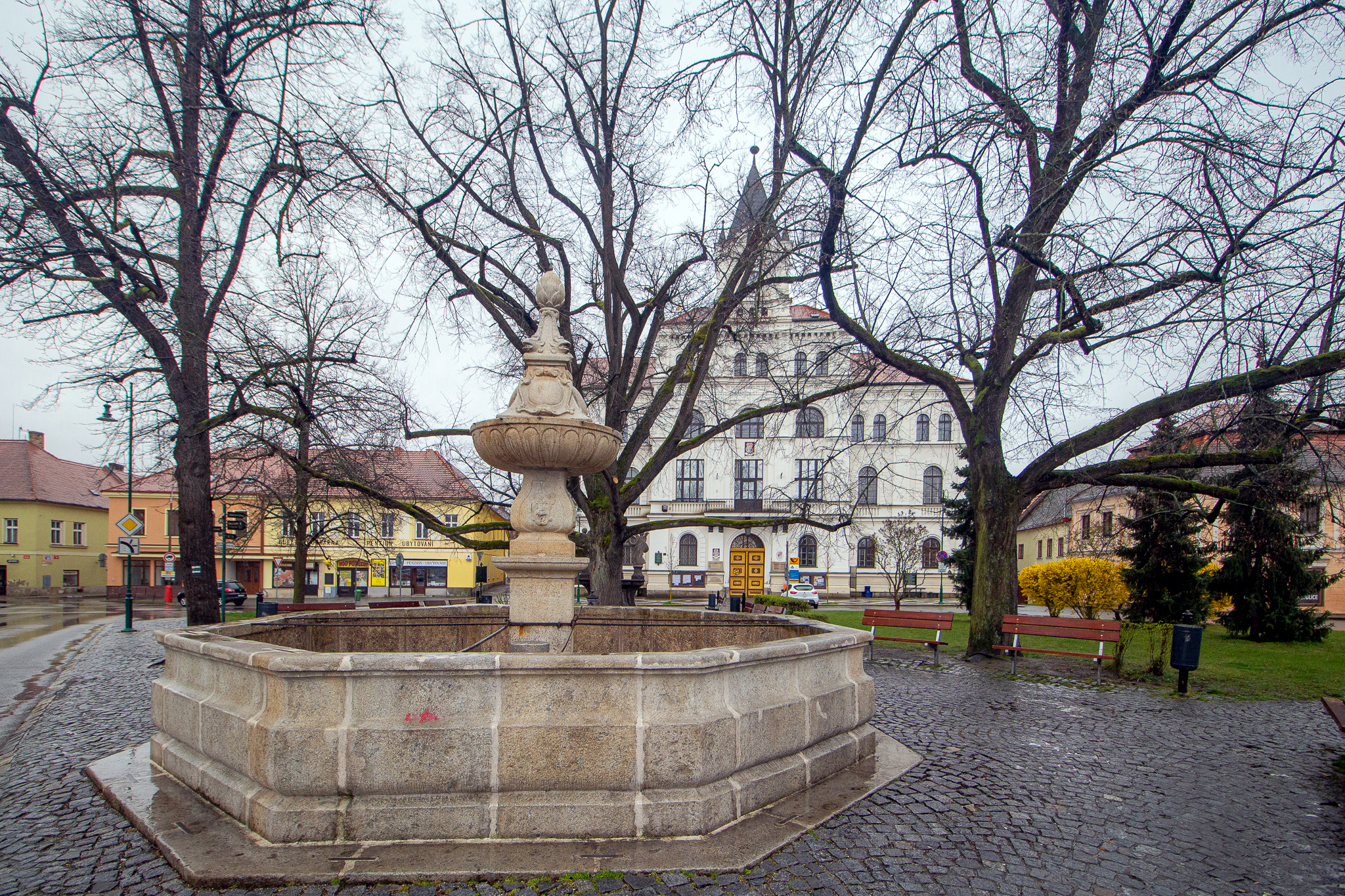
Kašna na Mírovém náměstí z roku 1677

V roce 1622 získal Netolice spolu s Českým Krumlovem přední císařský rádce kníže Jan Oldřich z Eggenberka. Ten v roce 1628 potvrdil městská privilegia, téhož roku byla postavena věž u kostela sv. Václava. V roce 1648 prošli Netolicemi švédští vojáci a v důsledku toho se město potýkalo s morovou nákazou. Eggenberkové podnikli během druhé poloviny 17. století několik úprav na zámku Kratochvíle, pobývali zde ale jen zřídka. Městská rada v Netolicích mezitím v roce 1667 zakoupila na náměstí dům od eggenberského hejtmana Jana Špinky pro vybudování nové radnice. Po vymření Eggenbergů přešly Netolice do majetku Schwarzenbergů (1719). Za vlády Schwarzenbergů získaly Netolice další práva na pořádání výročních trhů (1795, 1848). Ve druhé polovině 18. století došlo k radikální přestavbě zámku Kratochvíle, knížecí rodina zde ale pobývala jen výjimečně, protože měla k dispozici řadu jiných sídel. Netolice měly v rámci schwarzenberského dominia až do 20. století statut samostatného velkostatku a rozlohou patřily k největším samosprávným jednotkám (velkostatek Netolice spolu s připojenými Libějovicemi zahrnoval bezmála 11 000 hektarů půdy). Ředitelství velkostatku sídlilo v Petrově Dvoře mezi Netolicemi a Kratochvílí (Petrův Dvůr byl v letech 1852–1964 samostatnou obcí). Až do poloviny 20. století měly v Netolicích velkou tradici trhy vycházející ze starých královských privilegií, ještě před druhou světovou válkou je uváděn trh na náměstí s 3000 kusy dobytka. 

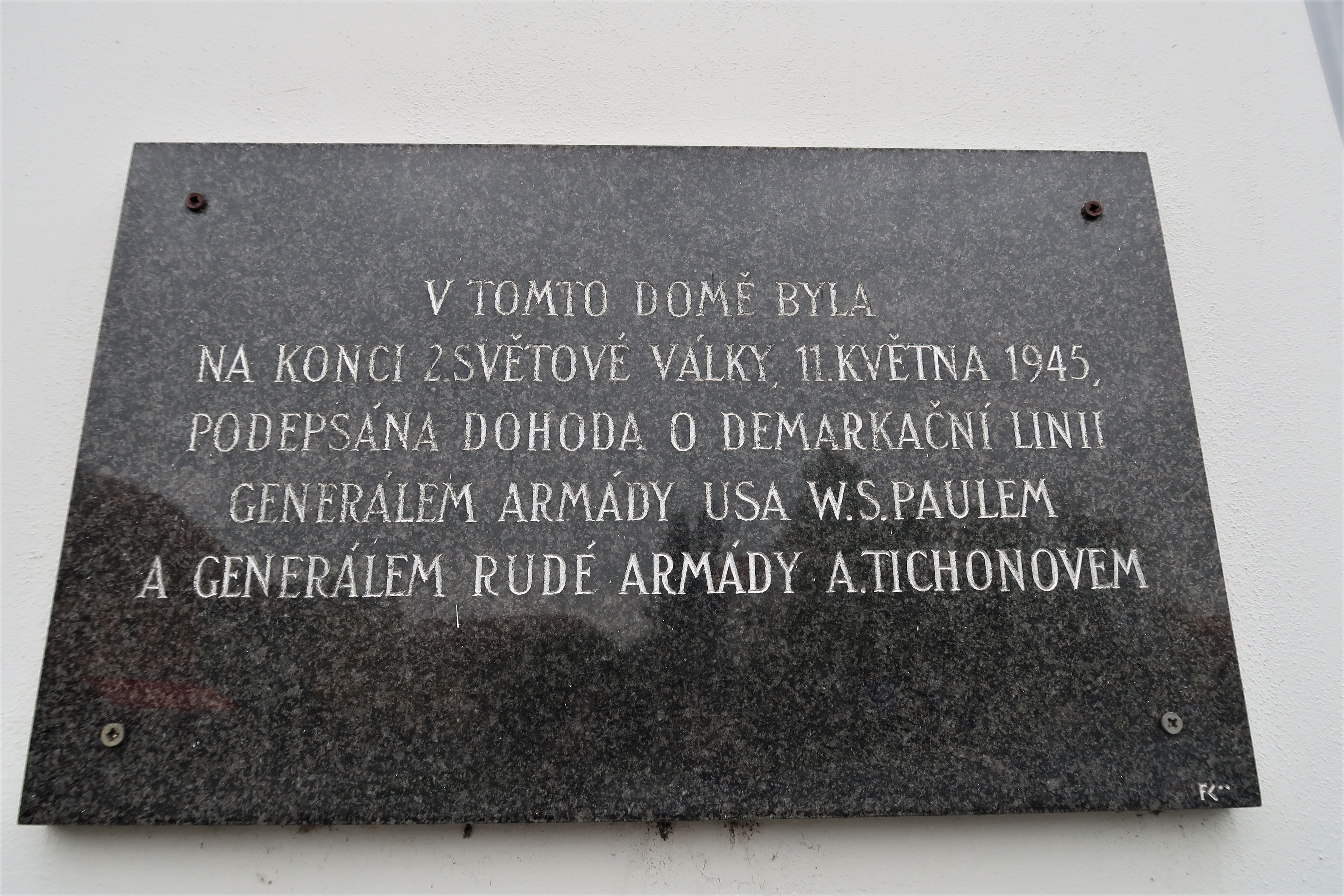
Pamětní deska na budově bývalé Občanské záložny na Mírovém náměstí

Během 19. století si Netolice udržely význam jako sídlo soudního okresu (od roku 1850), což vedlo k výstavbě monumentální radnice (1869) a rozvíjela se zde bohatá spolková činnost. Od roku 1807 se v Netolicích hrálo divadlo, které nakonec našlo trvalé zázemí v přestavbě domu č.p. 238 na náměstí. Později ve městě vznikl Sbor dobrovolných hasičů (1884) a od roku 1892 zde působil i Sokol (budova sokolovny byla postavena v letech 1933–1934) K rozvoji města přispěl i místní rod Kudrnů, z nějž pocházeli dva dlouholetí starostové – Josef Kudrna (starosta 1850–1870) a jeho syn Otakar Kudrna (starosta 1889–1918). Během jejich funkčního období byla postavena nová škola (1863), následovaná měšťanskou (1874) a obecnou dívčí školou (1878). Nová školní budova byla postavena v letech 1910–1911 v Bavorovské ulici (dnešní Základní škola). K hospodářské prosperitě Netolic přispělo vybudování železnice (1895; jednalo se o přípojku z Dívčic na hlavní trati České Budějovice – Plzeň). Po zániku rakouské monarchie převzal správu města dočasně majitel mlýna František Kuliš, po něm zastával funkci starosty Josef Michálek (1919–1927), v letech 1927–1935 byl starostou znovu František Kuliš. Po něm zastávali úřad starosty Petr Kašpar (1936–1938) a Václav Ráb (1938–1945). Za nich během první republiky došlo například k zavedení telefonu (1922) nebo výstavbě sokolovny (1933–1934). 
Na konci druhé světové války byly Netolice osvobozeny americkou armádou (dopoledne 8. května 1945), sovětská armáda přibyla do města o dva dny později. Zástupci americké a sovětské armády (generálmajor Paul a generálmajor Tichonov) v domě čp. 51 na náměstí podepsali 11. května 1945 dohodu o demarkační linii; na domě je pamětní deska. Rudá armáda odjela z Netolic již počátkem června, Američané zůstali ve městě až do listopadu. 
Okresní zastupitelstvo bylo v Netolicích zrušeno již v roce 1928, ale až do roku 1949 zde fungoval okresní soud. Jako správní jednotka spadaly Netolice střídavě k Českým Budějovicím, Vodňanům a Prachaticím, od roku 1960 jsou součástí okresu Prachatice. Po druhé světové válce si Netolice uchovaly převážně zemědělský charakter a díky absenci větších průmyslových podniků nedošlo k mohutné bytové výstavbě jako jinde. V roce 1954 bylo v Netolicích vybudováno dostihové závodiště.
Půdorys města s dochovanými interiéry nejstarších domů na náměstí spolu s okolní koncepcí kulturní krajiny (zámek Kratochvíle) vedl k vyhlášení městské památkové zóny (1990). V roce 2008 bylo v Netolicích založeno literátské bratrstvo, jediné fungující v České republice (k roku 2022).

## Obyvatelstvo
| Rok            | 1869  | 1880  | 1890  | 1900  | 1910  | 1921  | 1930  | 1950  | 1961  | 1970  | 1980  | 1991  | 2001  | 2011  | 2021  |
| -------------- | ----- | ----- | ----- | ----- | ----- | ----- | ----- | ----- | ----- | ----- | ----- | ----- | ----- | ----- | ----- |
| Počet obyvatel | 3 136 | 3 508 | 3 287 | 3 270 | 3 411 | 3 018 | 2 787 | 2 474 | 2 507 | 2 448 | 2 568 | 2 650 | 2 620 | 2 595 | 2 521 |
| Počet domů     | 414   | 441   | 447   | 448   | 463   | 466   | 510   | 572   | 538   | 555   | 566   | 679   | 712   | 753   | 770   |

## Městská správa

### Části města
- Netolice
- Petrův Dvůr

## Společnost

### Školství
- Základní škola a mateřská škola

### Kultura
- Archeopark
- Městská knihovna Netolice
- Muzeum JUDr. Otakara Kudrny

### Sport
- Sportovní hala
- Dostihové závodiště Netolice (18 ha)[8]
- Netolický motokros
- Letiště Strunkovice (u městyse Strunkovice nad Blanicí)

## Pamětihodnosti
- Státní zámek Kratochvíle

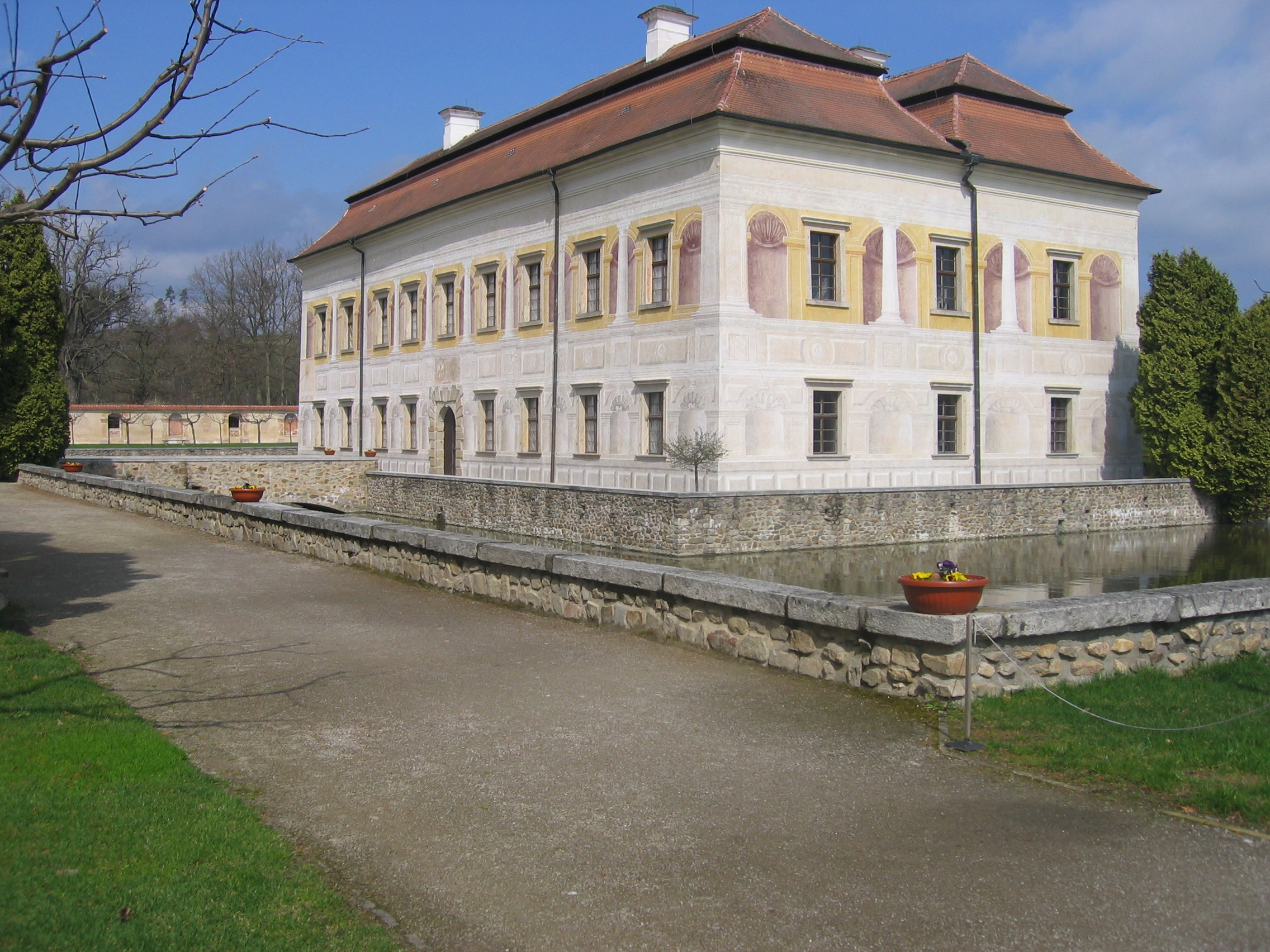
zámek Kratochvíle

- Kostel svatého Václava; na hřbitově, který přiléhá k tomuto kostelu jsou umístěny pomníky obětem  světových válek[11][12]
- Kostel Nanebevzetí Panny Marie
- Radnice
- Rožmberský dům – muzeum[13]
- Archeopark Netolice na vrchu Svatý Ján v Netolicích je archeologickou památkou, která formou přímé rekonstrukce prezentuje výsledky archeologického výzkumu raně středověkého hradiště, včetně kostela svatého Jana Křtitele (zanikl v roce 1789).[14][15]
- V místech pod hrází rybníka Mnich stával vrcholně středověký netolický hrad, který zanikl na konci patnáctého století.[16]
- Vodní mlýn

## Rodáci
- Štěpánek Netolický z Netolic (asi 1460–1538), český rybníkář
- František Ondřej Holý (1747–1783), hudební skladatel českého původu
- Josef Kudrna (1812–1892), starosta města 1850–1870
- František Gregora (1819–1887), český hudební skladatel
- Antonín Lenz (1829–1901), český katolický teolog
- Vojtěch Lešetický (1830–1908), český učitel a básník
- Jan Vaníček (1840–1913) – český advokát a politik, poslanec Českého zemského sněmu
- Otakar Kudrna (1853–1940), český advokát a politik, poslanec Českého zemského sněmu, starosta města 1889–1918
- Alois Sarauer (1901–1980), hudební skladatel, klavírní pedagog
- Eva Dudková (* 1936), sbormistryně, učitelka
- Petr Příhoda (1939–2014), křesťanský publicista, spisovatel a pedagog
- Miroslav Mikeš (* 1941), režisér místního ochotnického spolku

## Galerie

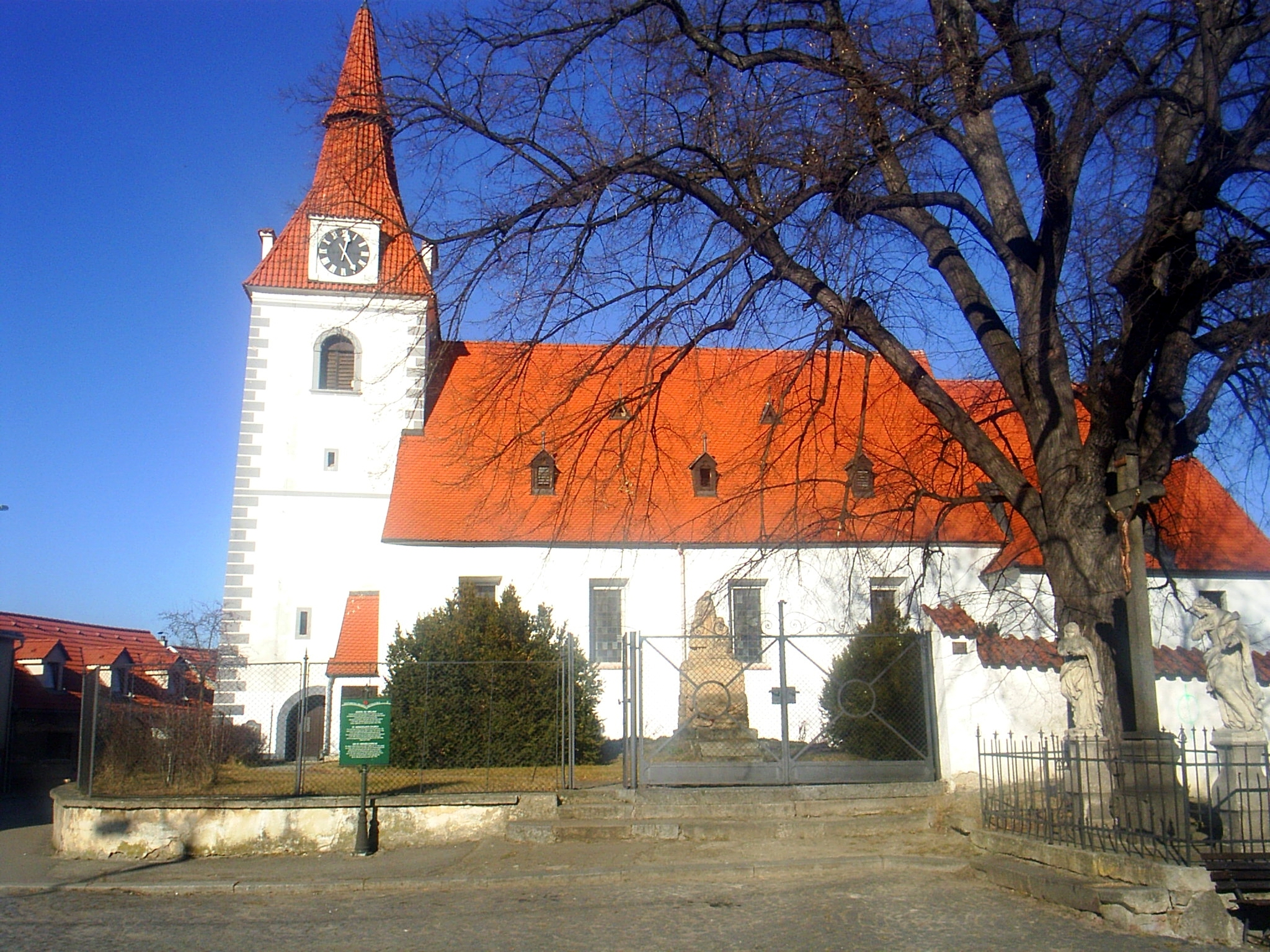
Kostel sv. Václava
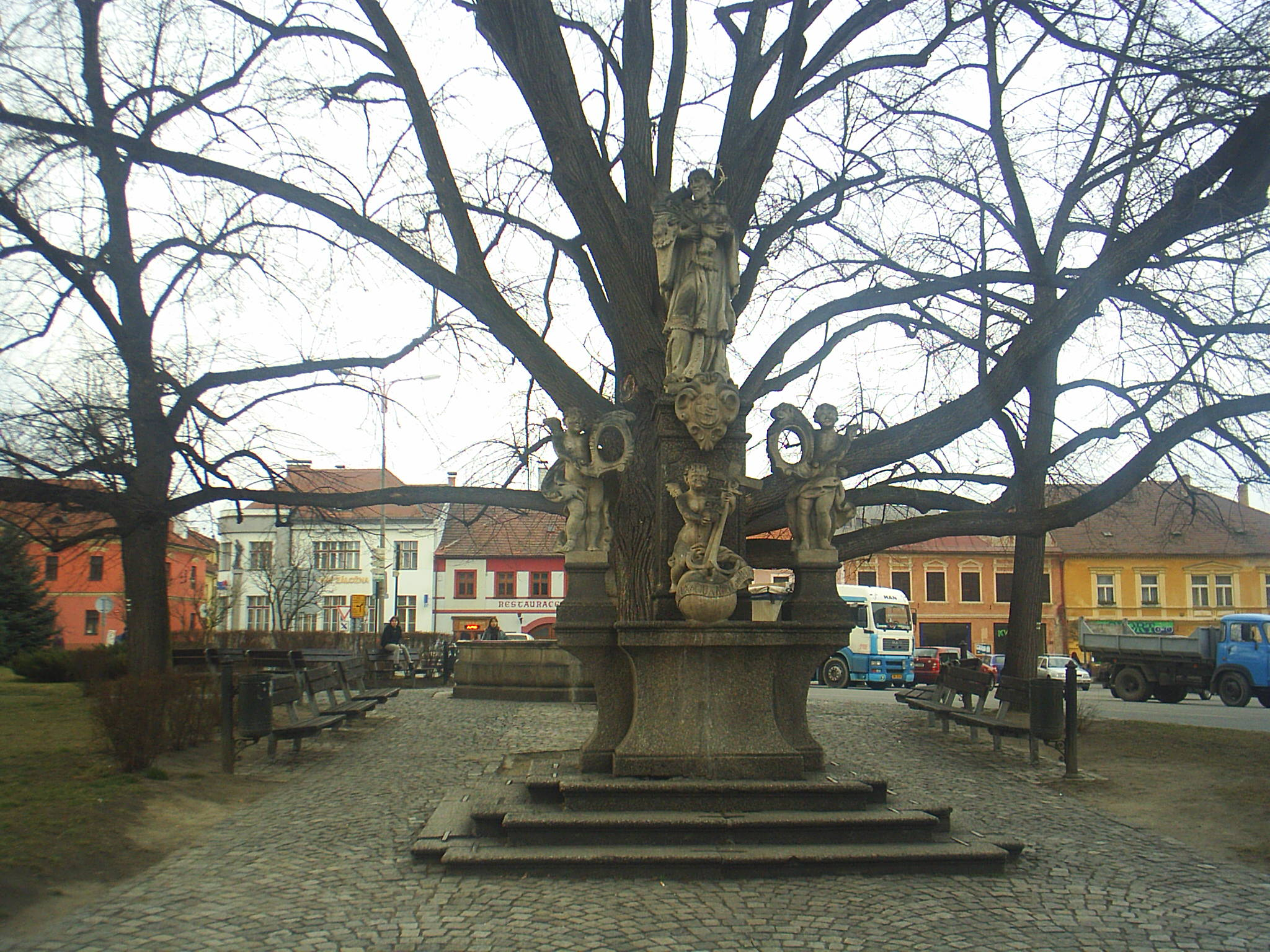
Sousoší sv. Jana Nepomuckého (1738) na náměstí
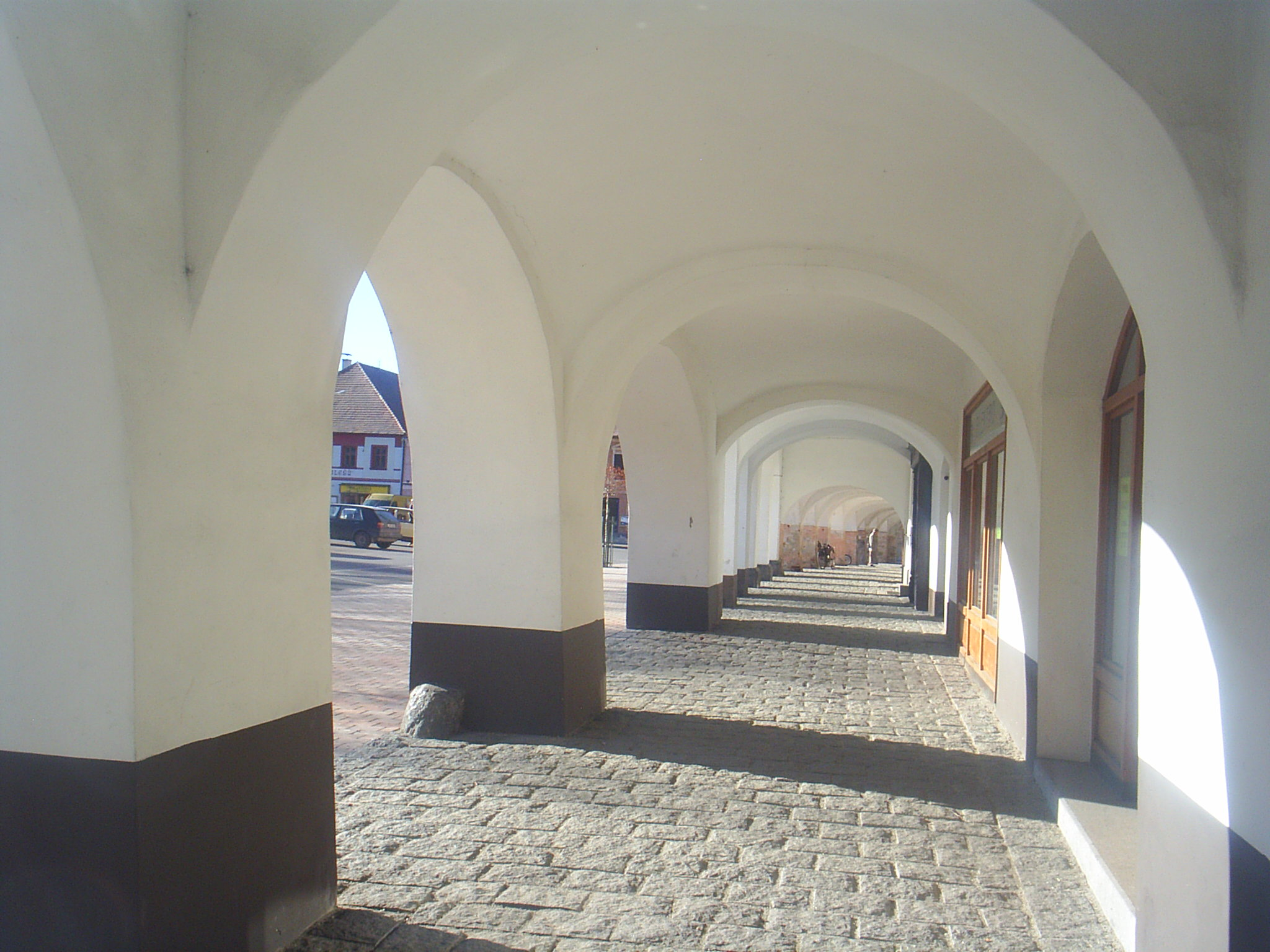
Podloubí na náměstí
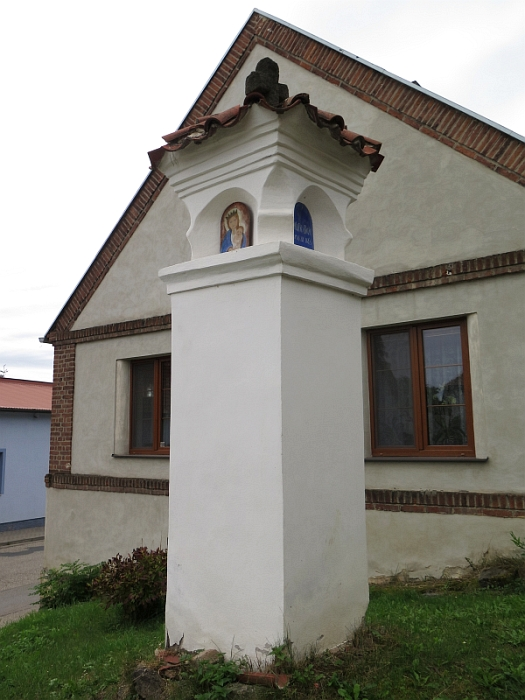
Boží muka v Netolicích (Gregorova, při čp. 402)